# Zygopetalum pabstii
Zygopetalum pabstii là một loài thực vật có hoa trong họ Lan. Loài này được Toscano miêu tả khoa học đầu tiên năm 1980.